# Татэиси, Кадзума

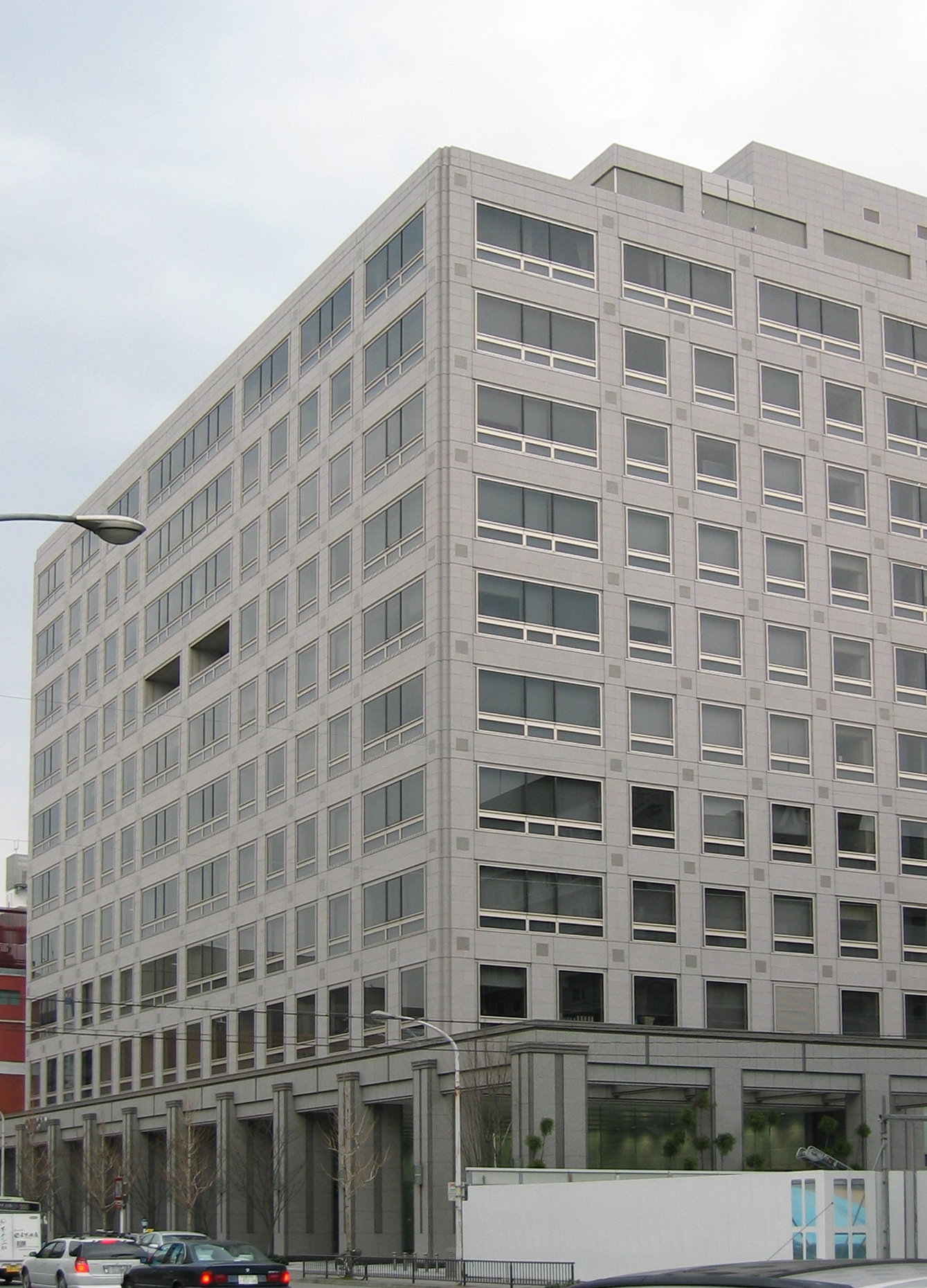
Штаб-квартира OMRON Corporation в Киото

Кадзума Татэиси, иногда ошибочно Татеиши (яп. 立石 一真 Татэиси Кадзума, ромадзи: Kazuma Tateisi (кунрэй-сики), Kazuma Tateishi (Хэпбёрн); 20 сентября 1900 — 12 января 1991) — японский предприниматель, теоретик и философ менеджмента; в 1970 году ввёл термин психонетика; автор книги-бестселлера «Вечный дух предпринимательства» (1985), переведённой на несколько языков, в том числе на китайский (1989) и русский (1990); основатель компании Omron Corporation (1933), которая ранее имела названия: Tateisi Electric Manufacturing (до 1948 года) и Omron Tateisi Electronics Co. (до 1988); до 1988 года — председатель, а с 1988 года — исполнительный советник этой компании; в 1990 году основал фонд науки и технологий (Tateisi Science and Technology Foundation); умер в 1991 году.

## Философия менеджмента Татэиси
В основу философии менеджмента Татэиси заложил следующие приемы:
- определение четкого кредо компании
- соотнесение целей компании с поведением её сотрудников (человеческий фактор)
- распределение доходов
- корпоративный дух и совместная деятельность
- политика всеобщей заинтересованности
- перспективный рынок сбыта
- оригинальные технологии
- эффективное руководство.

Его философия менеджмента опирается также на:
- четыре черты идеального места работы:

1) привлекательность
2) талантливые коллеги
3) удовлетворение вкусов покупателя
4) вознаграждение за труд и усердие;
- три линии менеджмента:

1) изучение запросов покупателя
2) оценка достоинств каждого работника
3) поощрение духа соревнования;
- три краткосрочные цели:

1) восстановление структуры прибыли
2) создание инфраструктуры, соответствующей требованиям нового общества
3) оживление корпоративности организации;
- пять оперативных принципов:

1) определение всех действий среднесрочными и долгосрочными планами
2) ориентация на приоритеты
3) реальные сроки операций
4) тотальная оптимизация
5) отношения на принципах честности и скромности.
Существенное внимание в философии Татэиси уделяется технологии «трёх К»:
- компьютеры,
- коммуникации
- контроль.